# Klubowy Puchar Europy kobiet w szachach (2023)
2023 – dwudziesty siódmy sezon Klubowego Pucharu Europy kobiet w szachach. Rozgrywki odbyły się w Durrës w dniach 1–7 października 2023 roku. Tytuł zdobył rumuński Superchess.

## Format rozgrywek
Turniej odbywał się systemem szwajcarskim na dystansie siedmiu rund. W przypadku identycznej liczby punktów decydował olimpijski system Sonneborna-Bergera. Przy dalszej równości uwzględniano kolejno: łączną liczbę punktów uzyskanych przez zawodniczki, system Buchholza i pełny system Sonneborna-Bergera.

## Uczestnicy
W nawiasie podano średni ranking Elo. Źródło: Chess-Results.com

- SK Tirana (1930)
- Teuta Durrës (2213)
- She Plays To Win (2029)
- Wood Green Chess Club (2298)
- Helsinki Street Chess (1898)
- Asnières – Le Grand Échiquier (2253)
- AMO Galaxias (1909)
- UCD Chess Club (1980)
- Taflfélag Garðabæjar (1738)
- Rishon LeZion Chess Club (2122)
- ŠK Panevėžys (2234)
- GŠK Kumanowo (2096)
- MŠK Centar-Aseko (2326)
- ŠK Gostiwar (2084)
- CE Monte-Carlo (2497)
- SG Solingen (2232)
- Offerspill SK (2177)
- Superchess (2452)
- Crvena zvezda Data Driven Lab (2351)
- Tajfun – ŠK Ljubljana (2367)
- Team Pelaro Alingsås SS (2086)
- Wasa SK (2082)
- Göktürk Satranç SK (2252)
- SP Gaz Ukraine (2384)
- Garuda Ajka BSK (2433)
- ASD Pedone Isolano (2134)

## Rozgrywki

### Runda 1
Źródło: Chess-Results.com
1 października 2023
| Taflfélag Garðabæjar – Teuta Durrës 0:4              |
| Offerspill SK – CE Monte-Carlo 0:4                   |
| Superchess – ASD Pedone Isolano 3½:½                 |
| Rishon LeZion Chess Club – Garuda Ajka BSK ½:3½      |
| SP Gaz Ukraine – GŠK Kumanowo 4:0                    |
| Team Pelaro Alingsås SS – Tajfun – ŠK Ljubljana ½:3½ |
| Crvena zvezda Data Driven Lab – ŠK Gostiwar 3:1      |
| Wasa SK – MŠK Centar-Aseko 0:4                       |
| Wood Green Chess Club – She Plays To Win 3½:½        |
| UCD Chess Club – Asnières – Le Grand Échiquier 1:3   |
| Göktürk Satranç SK – SK Tirana 3:1                   |
| AMO Galaxias – ŠK Panevėžys 1½:2½                    |
| SG Solingen – Helsinki Street Chess 4:0              |

### Runda 2
Źródło: Chess-Results.com
2 października 2023
| Teuta Durrës – Offerspill SK 2½:1½                  |
| CE Monte-Carlo – MŠK Centar-Aseko 2:2               |
| Wood Green Chess Club – Superchess 1½:2½            |
| Garuda Ajka BSK – Asnières – Le Grand Échiquier 3:1 |
| Göktürk Satranç SK – SP Gaz Ukraine 2:2             |
| Tajfun – ŠK Ljubljana – ŠK Panevėžys 3:1            |
| SG Solingen – Crvena zvezda Data Driven Lab 2:2     |
| ASD Pedone Isolano – She Plays To Win 1½:2½         |
| UCD Chess Club – Rishon LeZion Chess Club 1:3       |
| GŠK Kumanowo – SK Tirana 3:1                        |
| AMO Galaxias – Team Pelaro Alingsås SS 3½:½         |
| ŠK Gostiwar – Helsinki Street Chess 4:0             |
| Taflfélag Garðabæjar – Wasa SK 1:3                  |

### Runda 3
Źródło: Chess-Results.com
3 października 2023
| Teuta Durrës – Garuda Ajka BSK 1½:2½                 |
| Superchess – Tajfun – ŠK Ljubljana 1½:2½             |
| CE Monte-Carlo – Göktürk Satranç SK 3:1              |
| SP Gaz Ukraine – SG Solingen 3:1                     |
| MŠK Centar-Aseko – Crvena zvezda Data Driven Lab 2:2 |
| GŠK Kumanowo – Wood Green Chess Club ½:3½            |
| Asnières – Le Grand Échiquier – ŠK Gostiwar 2:2      |
| ŠK Panevėžys – Wasa SK 4:0                           |
| She Plays To Win – Rishon LeZion Chess Club 2:2      |
| Offerspill SK – AMO Galaxias 3:1                     |
| SK Tirana – ASD Pedone Isolano 1½:2½                 |
| Team Pelaro Alingsås SS – Taflfélag Garðabæjar 4:0   |
| Helsinki Street Chess – UCD Chess Club 2½:1½         |

### Runda 4
Źródło: Chess-Results.com
4 października 2023
| MŠK Centar-Aseko – Teuta Durrës 2½:1½                          |
| Garuda Ajka BSK – Tajfun – ŠK Ljubljana 1½:2½                  |
| SP Gaz Ukraine – CE Monte-Carlo 3:1                            |
| ŠK Panevėžys – Superchess ½:3½                                 |
| Crvena zvezda Data Driven Lab – Wood Green Chess Club 2½:1½    |
| Rishon LeZion Chess Club – Asnières – Le Grand Échiquier 1½:2½ |
| ŠK Gostiwar – Göktürk Satranç SK 1:3                           |
| She Plays To Win – SG Solingen ½:3½                            |
| Team Pelaro Alingsås SS – Offerspill SK 1:3                    |
| Wasa SK – ASD Pedone Isolano 1½:2½                             |
| Helsinki Street Chess – GŠK Kumanowo 1:3                       |
| UCD Chess Club – AMO Galaxias 2:2                              |
| SK Tirana – Taflfélag Garðabæjar 2½:1½                         |

### Runda 5
Źródło: Chess-Results.com
5 października 2023
| SG Solingen – Teuta Durrës 2½:1½                       |
| Tajfun – ŠK Ljubljana – SP Gaz Ukraine 1:3             |
| Superchess – Crvena zvezda Data Driven Lab 2½:1½       |
| Garuda Ajka BSK – MŠK Centar-Aseko 3:1                 |
| Asnières – Le Grand Échiquier – CE Monte-Carlo ½:3½    |
| Göktürk Satranç SK – ŠK Panevėžys 3½:½                 |
| Wood Green Chess Club – Offerspill SK 2½:1½            |
| ASD Pedone Isolano – GŠK Kumanowo 1:3                  |
| ŠK Gostiwar – She Plays To Win 3:1                     |
| Rishon LeZion Chess Club – Team Pelaro Alingsås SS 3:1 |
| AMO Galaxias – SK Tirana 4:0                           |
| Wasa SK – Helsinki Street Chess 1½:2½                  |
| Taflfélag Garðabæjar – UCD Chess Club 2:2              |

### Runda 6
Źródło: Chess-Results.com
6 października 2023
| Teuta Durrës – ASD Pedone Isolano 3:1                     |
| SP Gaz Ukraine – Superchess ½:3½                          |
| CE Monte-Carlo – Garuda Ajka BSK 1½:2½                    |
| Tajfun – ŠK Ljubljana – Göktürk Satranç SK 2:2            |
| MŠK Centar-Aseko – SG Solingen 2:2                        |
| GŠK Kumanowo – Crvena zvezda Data Driven Lab 0:4          |
| Asnières – Le Grand Échiquier – Wood Green Chess Club 3:1 |
| AMO Galaxias – Rishon LeZion Chess Club 2½:1½             |
| ŠK Panevėžys – ŠK Gostiwar 4:0                            |
| Offerspill SK – Helsinki Street Chess 3½:½                |
| She Plays To Win – Taflfélag Garðabæjar 2:2               |
| UCD Chess Club – Team Pelaro Alingsås SS 2½:1½            |
| SK Tirana – Wasa SK 1½:2½                                 |

### Runda 7
Źródło: Chess-Results.com
7 października 2023
| Wood Green Chess Club – Teuta Durrës 2½:1½           |
| Superchess – Garuda Ajka BSK 2½:1½                   |
| Crvena zvezda Data Driven Lab – SP Gaz Ukraine 2½:1½ |
| SG Solingen – Tajfun – ŠK Ljubljana 2:2              |
| Göktürk Satranç SK – MŠK Centar-Aseko 2:2            |
| CE Monte-Carlo – AMO Galaxias 4:0                    |
| ŠK Panevėžys – Asnières – Le Grand Échiquier 1½:2½   |
| Offerspill SK – GŠK Kumanowo 3:1                     |
| Rishon LeZion Chess Club – ŠK Gostiwar 3:1           |
| ASD Pedone Isolano – UCD Chess Club 1½:2½            |
| Wasa SK – She Plays To Win ½:3½                      |
| Helsinki Street Chess – Taflfélag Garðabæjar 1½:2½   |
| Team Pelaro Alingsås SS – SK Tirana 1½:2½            |

## Klasyfikacja
Źródło: Chess-Results.com
| Msc | Zespół                        | M | W | R | P | Pkt |
| --- | ----------------------------- | - | - | - | - | --- |
| 1   | Superchess                    | 7 | 6 | 0 | 1 | 12  |
| 2   | Garuda Ajka BSK               | 7 | 5 | 0 | 2 | 10  |
| 3   | Crvena zvezda Data Driven Lab | 7 | 4 | 2 | 1 | 10  |
| 4   | Tajfun – ŠK Ljubljana         | 7 | 4 | 2 | 1 | 10  |
| 5   | CE Monte-Carlo                | 7 | 4 | 1 | 2 | 9   |
| 6   | SP Gaz Ukraine                | 7 | 4 | 1 | 2 | 9   |
| 7   | SG Solingen                   | 7 | 3 | 3 | 1 | 9   |
| 8   | Göktürk Satranç SK            | 7 | 3 | 3 | 1 | 9   |
| 9   | Asnières – Le Grand Échiquier | 7 | 4 | 1 | 2 | 9   |
| 10  | Wood Green Chess Club         | 7 | 4 | 0 | 3 | 8   |
| 11  | MŠK Centar-Aseko              | 7 | 2 | 4 | 1 | 8   |
| 12  | Offerspill SK                 | 7 | 4 | 0 | 3 | 8   |
| 13  | Rishon LeZion Chess Club      | 7 | 3 | 1 | 3 | 7   |
| 14  | AMO Galaxias                  | 7 | 3 | 1 | 3 | 7   |
| 15  | Teuta Durrës                  | 7 | 3 | 0 | 4 | 6   |
| 16  | ŠK Panevėžys                  | 7 | 3 | 0 | 4 | 6   |
| 17  | UCD Chess Club                | 7 | 2 | 2 | 3 | 6   |
| 18  | She Plays To Win              | 7 | 2 | 2 | 3 | 6   |
| 19  | GŠK Kumanowo                  | 7 | 3 | 0 | 4 | 6   |
| 20  | ŠK Gostiwar                   | 7 | 2 | 1 | 4 | 5   |
| 21  | ASD Pedone Isolano            | 7 | 2 | 0 | 5 | 4   |
| 22  | Taflfélag Garðabæjar          | 7 | 1 | 2 | 4 | 4   |
| 23  | SK Tirana                     | 7 | 2 | 0 | 5 | 4   |
| 24  | Helsinki Street Chess         | 7 | 2 | 0 | 5 | 4   |
| 25  | Wasa SK                       | 7 | 2 | 0 | 5 | 4   |
| 26  | Team Pelaro Alingsås SS       | 7 | 1 | 0 | 6 | 2   |